# Potterie De Driehoek

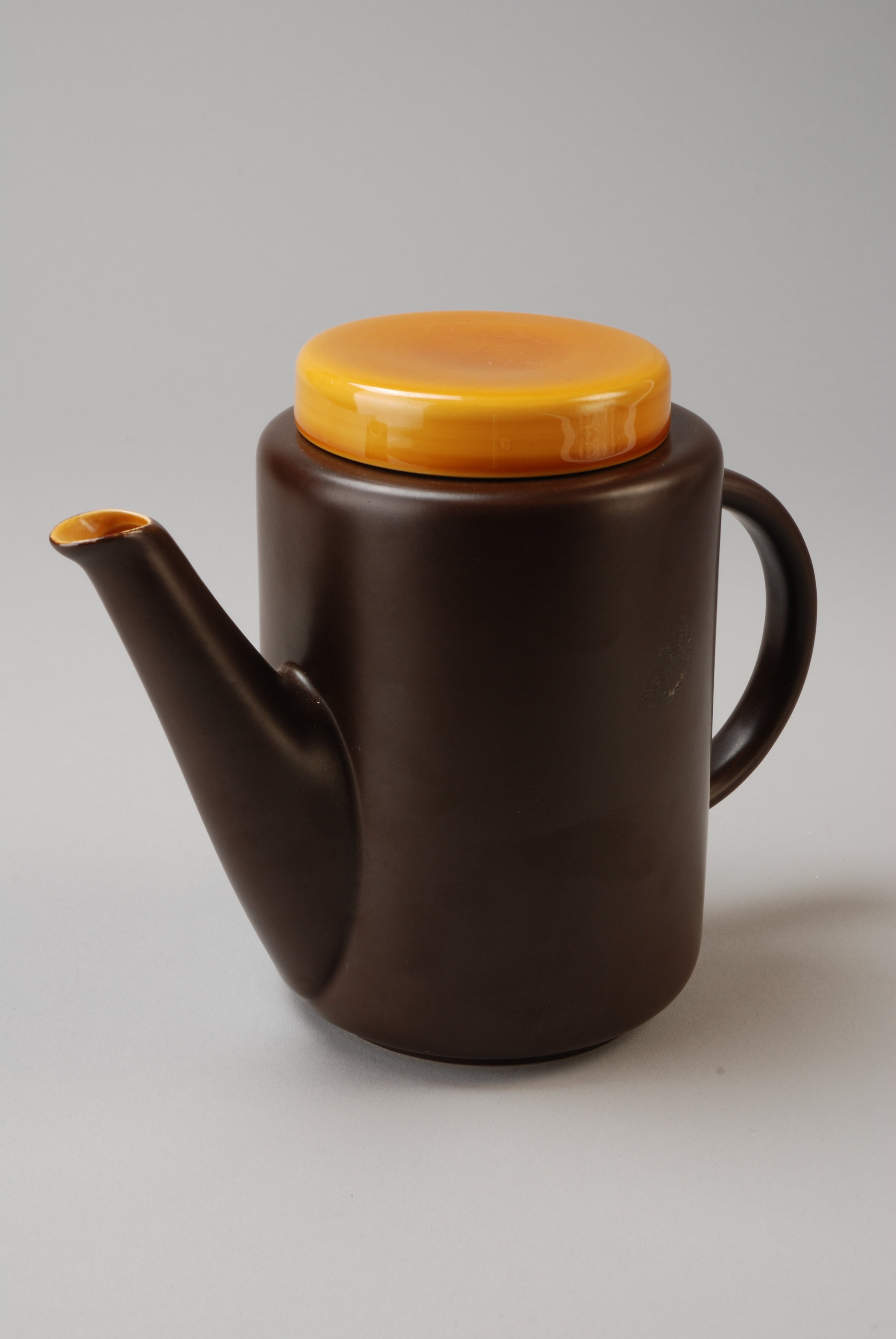
donkerbruine theepot met geelbruine binnenkant en geelbruin deksel, model Utrecht

Potterie De Driehoek (later Potterie Huizen) was van 1935 tot 1987 een aardewerkfabriek in Huizen.

## Voorgeschiedenis
Potterie De Driehoek is voortgekomen uit de Eerste Steenwijker Kunst Aardewerk Fabriek welke in 1919 te Steenwijk werd opgericht en in 1927 geliquideerd. De inventaris werd opgekocht door de ontwerper van ESKAF, Piet van Ham, en Harry Hamming. Daarna werd het bedrijf te Huizen voortgezet op idealistische basis. Men sloot zich aan bij de Orde van Levende Arbeid (OLA). De medewerkers van het bedrijf gingen als gelijken met elkaar om. Door de economische crisis ging de ESKAF echter uiteindelijk in 1935 failliet.

## Oprichting
In 1934 volgde een voortzetting onder de naam CV Kunstaardewerkfabriek HaHo (Harry Hamming en Mak Honigh). In 1935 kwam zoon Fokke Hamming als artistiek leider en werd Potterie De Driehoek opgericht. Dit was aanvankelijk een verkooporganisatie voor de producten van HaHo. De naam verwees naar de drie firmanten. 

## Productie
Er werd sieraardewerk vervaardigd in eigentijdse vormgeving. In 1938 werd Honigh uitgekocht en in 1940 begon men ook met de vervaardiging van gebruiksaardewerk zoals theepotten en kop-en-schotels. In 1969 werd N.V. Keramische Industrie Fris te Edam overgenomen. Deze firma was failliet gegaan en men wilde voorkomen dat de concurrentie dit bedrijf in handen kreeg.
In 1970 werd de naam veranderd in Potterie Huizen. In 1981 overleed Fokke en nam diens zoon Fokke Jan Hamming het bedrijf over. Helaas begon het bedrijf slecht te renderen. 
In 1987 werd het daarom verkocht aan Aardewerkfabriek R. Bos (later New Land Pottery geheten) en in 1988 werd de productie verplaatst naar Lelystad. 
Het tegeltableau van Potterie De Driehoek is bij de sloop van de fabriek bewaard gebleven en is te zien in Huizer Museum Het Schoutenhuis.